# Smętówko (województwo wielkopolskie)
Smętówko – osada w Polsce, w województwie wielkopolskim, w powiecie poznańskim, w gminie Stęszew. Leży pomiędzy Modrzem a Strykowem.
Do 2023 miejscowość była częścią wsi Modrze.
W latach 1975–1998 miejscowość należała administracyjnie do województwa poznańskiego.